# Camera dell'assemblea (eSwatini)
Il Camera dell'assemblea è il ramo della camera bassa del Parlamento dell'eSwatini. Poiché il paese è una monarchia assoluta, il ruolo della legislatura è puramente consultivo.

## Storia
La Camera dell'assemblea fu istituita nel 1967 quando il Consiglio legislativo fu sciolto e fu istituita la legislatura bicamerale nella nuova Costituzione.

## Composizione
Un massimo di 76 membri sono consentiti dalla sezione 95 (1) della Costituzione.  Attualmente ce ne sono 66. Cinquantacinque membri sono eletti da circoscrizioni uninominali corrispondenti ai tinkhundla (comunità tribali). Quattordici tinkhundlasi trovano nel distretto di Hhohho, 11 nel distretto di Lubombo, 16 nel distretto di Manzini e 14 nel distretto di Shiselweni. Il re di eSwatini nomina gli altri dieci membri, almeno la metà dei quali deve essere donna. Il 66° membro è il Presidente della Camera, che viene eletto dall'esterno della Camera. Se la percentuale di donne membri scende al di sotto del 30%, un massimo di quattro donne possono essere elette dalle regioni amministrative.
Ogni membro deve essere cittadino dell'eSwatini, avere almeno 18 anni, essere un elettore registrato e aver "pagato tutte le tasse o preso accordi soddisfacenti per il Commissario delle tasse".
La Camera seleziona dieci dei 30 membri della camera alta, il Senato dell'eSwatini, il re nomina gli altri.

## Elezioni
I candidati vengono prima nominati a livello di tinkhundla e scelti tramite scrutinio segreto dai capi tradizionali. I primi tre classificati procedono quindi a elezioni generali, sempre tramite scrutinio segreto, in un sistema di voto uninominale secco. Qui, viene eletto il candidato che riceve più voti dalla popolazione in ogni circoscrizione. Tutti i candidati si presentano su base apartitica, poiché i partiti politici sono vietati nel paese, e hanno un mandato di cinque anni.
Squadre di osservatori del Commonwealth delle nazioni erano presenti alle elezioni del 2003, 2008 e 2013. Le elezioni più recenti hanno avuto luogo nel settembre 2018.